# Haplochromis nyanzae
Haplochromis nyanzae е вид лъчеперка от семейство Цихлиди (Cichlidae).

## Разпространение
Видът е разпространен в Уганда.